# Jesús Lires
Jesús María Lires López (nacido el 20 de abril de 1920 en Galicia, España; y muerto el 15 de abril de 1998 en Bogotá, Colombia), fue un futbolista y árbitro español nacionalizado argentino conocido como el Gallego, que como futbolista se desempeñó como delantero y jugó en Quilmes Atlético Club y en Defensores de Belgrano en la Argentina, y en Independiente Santa Fe, club con el que vivió el mejor momento de su carrera deportiva y con el que fue figura y primer campeón del Fútbol Profesional Colombiano en 1948, Millonarios, y en la Universidad Nacional de Colombia.

## Trayectoria

### Inicios
Nacido en la región de Galicia, España, emigró a América del Sur junto a su familia, la que lo crio en Argentina; país en donde empezó a jugar al fútbol en las divisiones inferiores del Quilmes Atlético Club.

### Quilmes
Tras destacar en los equipos juveniles, el "Gallego" Lires López debutó como profesional con la camiseta del "Cervecero" en el año 1940, y jugó en el equipo hasta 1944, en el que se destacó como uno de los mejores jugadores del equipo, por sus buenas actuaciones y sus goles.

### Defensores de Belgrano
Después de cuatro años defendiendo los colores del Quilmes Atlético Club, en el año 1945 llegó al Club Atlético Defensores de Belgrano, donde jugó por un año con un poco menos de protagonismo.

### Independiente Santa Fe
En el año 1947, Lires López dejó a Argentina, donde se crio; y llegó a Colombia donde empezó a jugar en Independiente Santa Fe de la ciudad de Bogotá, en 1948. En ese mismo año, se dio inicio al Fútbol Profesional Colombiano con la fundación de la División Mayor del Fútbol Colombiano (Dimayor), y el inicio del Campeonato Colombiano. En aquel equipo el "Gallego" fue uno de los más destacados y junto al argentino Hermenegildo Germán Antón formó una temible delantera, logrando él anotar 20 goles y Antón 18 anotaciones. Esta dupla salió a relucir en el primer Clásico bogotano, en el que Santa Fe derrotó 5-3 a Millonarios con 3 goles suyos y uno del argentino. Como dato curioso, en aquel año el delantero fue el primer jugador en la historia del Fútbol Profesional Colombiano que erró un penalti, cuándo lo botó frente al Deportes Caldas.  Al final del año, Santa Fe se coronó como el primer campeón de la historia del Fútbol Profesional Colombiano, con un equipo con grandes jugadores de la talla de Hermenegildo Germán Antón, Julio "Chonto" Gaviria, José Kaor Dokú, y Antonio Julio de la Hoz entre otros, además de Lires López, que fue uno de los más destacados; ya que fue el goleador del campeón en aquel año con 20 goles. Para el año 1949, Independiente Santa Fe trajo a varios futbolistas argentinos y contó con una temible delantera; en la que compitió con sus compatriotas Hermenegildo Germán Antón, Luis "Flaco" López, René Pontoni, Herraldo Ferreyro y el colombiano Rafael Humberto "Canoíta" Prieto. Esta delantera logró anotar 102 goles en 26 partidos; y es considerada una de las mejores delanteras de la historia del equipo cardenal. En aquel año, el cuadro bogotano logró la tercera posición en el campeonato. El argentino estuvo hasta finales de aquel año, cuando dejó al club después de haber sido campeón, goleador y figura del equipo bogotano.

### Millonarios
Después de una exitosa etapa en Independiente Santa Fe, en la que fue campeón y figura, llegó en 1950 a jugar en Millonarios, el otro equipo grande de la ciudad de Bogotá, y que acababa de ser campeón. Aunque estuvo nada más en el primer semestre, compartió con grandes jugadores como los argentinos Alfredo Di Stéfano y Adolfo Pedernera.

### Universidad Nacional
A mediados de 1950, dejó a Millonarios y pasó a jugar al Club Universidad Nacional de Colombia, en el que se destacó, y en el que al final del año se retiró del fútbol profesional.

### Carrera como árbitro
Después de una exitosa carrera como futbolista, en la que fue campeón del Fútbol Profesional Colombiano en 1948 vistiendo la camiseta de Independiente Santa Fe, empezó su carrera como árbitro profesional de la División Mayor del Fútbol Colombiano (Dimayor) y en diversas ocasiones de la Primera División del Perú, trabajo en el que estuvo por varios años. Luego de su retiro del arbitraje, se radicó en la ciudad de Bogotá, donde vivió hasta su muerte el 15 de abril de 1998 a los 78 años de edad.

## Clubes
| Club                                  | País      | Año       |
| ------------------------------------- | --------- | --------- |
| Quilmes Atlético Club                 | Argentina | 1940-1944 |
| Defensores de Belgrano                | Argentina | 1945      |
| Independiente Santa Fe                | Colombia  | 1947-1949 |
| Millonarios                           | Colombia  | 1950      |
| Club Universidad Nacional de Colombia | Colombia  | 1950      |

## Palmarés

### Títulos nacionales
| Título           | Club     | País     | Año  |
| ---------------- | -------- | -------- | ---- |
| Primera División | Santa Fe | Colombia | 1948 |